# Bjelasica

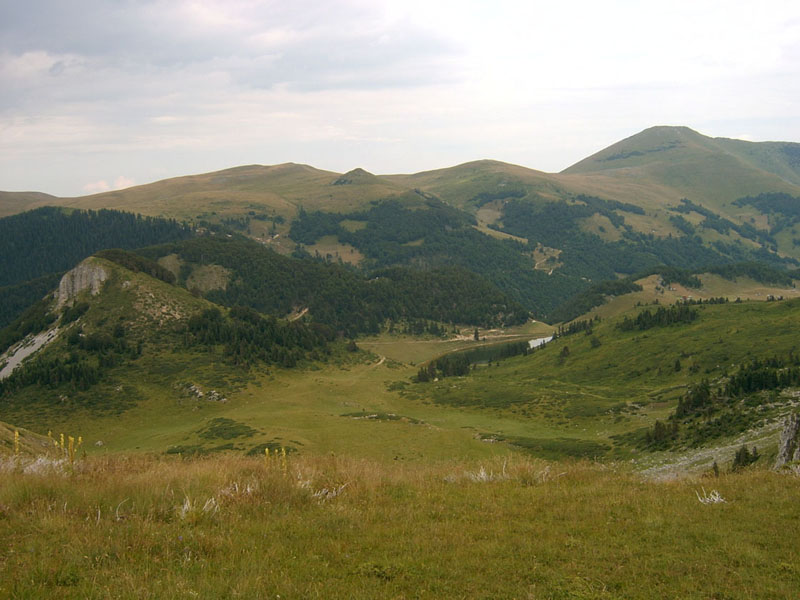
Fragment pasma górskiego Bjelasica

Bjelasica – pasmo górskie w Górach Dynarskich. Leży w Czarnogórze. Sąsiaduje z pasmami Sinjajevina, Komovi, Prokletije i Moračke planine. Najwyższym szczytem jest Crna Glava, który osiąga 2139 m.
Szczyty:
- Crna Glava – 2139 m,
- Strmenica – 2122 m,
- Zekova Glava – 2117 m,
- Kosara – 2079 m,
- Troglava – 2072 m,
- Pesica Glava – 2056 m,
- Strmni Pad – 2050 m,
- Razvrsje – 2033 m,
- Potrkovo – 2009 m,
- Crna Lokva – 2008 m.